# علی‌آباد (تمبی گلگیر)
علی‌آباد یک روستا در ایران است که در دهستان تمبی گلگیر شهرستان مسجدسلیمان واقع شده‌است. علی‌آباد ۲۰ نفر جمعیت دارد.

## جمعیت
این روستا در بخش گلگیر قرار دارد و براساس سرشماری مرکز آمار ایران در سال ۱۳۸۵، جمعیت آن ۲۰ نفر (۴ خانوار) بوده‌است.